# Mals
Mals (tyskt uttal: [mals], italienska: Malles Venosta [ˈmallez veˈnɔsta]) är en ort och kommun i provinsen Sydtyrolen i regionen Trentino-Sydtyrolen i norra Italien. Den är belägen vid gränsen till Schweiz och Österrike, cirka 70 kilometer nordväst om Bolzano. Kommunen har 5 301 invånare (2024), på en yta av 247,43 km². Enligt 2024 års folkräkning talar 97,23 % av befolkningen tyska, 2,70 % italienska och 0,06 % ladinska som modersmål.

## Orter
Orter (località) i kommunen Mals med fler än 20 invånare (inom parentes invånarantal 2021):

- Burgeis/Burgusio (642)
- Schleis/Clusio (393)
- Laatsch/Laudes (381)
- Mals/Malles Venosta (2 366)
- Matsch/Mazia (176)
- Planeil/Planol (163)
- Schlinig/Slingia (111)
- Tartsch/Tarces (510)
- Alsack/Alsago (30)
- Plawenn/Piavenna (53)
- Pramajur (33)